# Schedophilus medusophagus
Schedophilus medusophagus is een straalvinnige vissensoort uit de familie van Centrolophidae. De wetenschappelijke naam van de soort is voor het eerst geldig gepubliceerd in 1839 door Cocco.